# The Triangle (miniserie)
The Triangle es una miniserie de ciencia ficción estadounidense-británica-alemana basado sobre el libro de El Triángulo de las Bermudas , que se emitió por primera vez en Sci-Fi Channel desde 5 al 7 de diciembre de 2005 en los Estados Unidos y en Reino Unido se emitió en BBC One en ese mismo año.

## Trama
Una compañía naviera emplea a un equipo de cuatro personas (un periodista , un psíquico , un meteorólogo y un oceanógrafo ) para descubrir el secreto del Triángulo de las Bermudas. Con la ayuda de un sobreviviente de Greenpeace y un magnate, finalmente descubren la verdad sobre una instalación submarina de alta tecnología operada por la Armada de los Estados Unidos y su relación con el Experimento Filadelfia , determinando que el Triángulo es un agujero de gusano. Cierran el Triángulo, destruyéndolo para siempre, pero sus esfuerzos por cerrar el agujero de gusano también interrumpen el tiempo y hacen que el Triángulo nunca haya existido en primer lugar, y todos los que fueron tomados son devueltos y viven sus vidas como si nada hubiera pasado. En la nueva línea de tiempo sin Triángulo, los únicos que saben que el Triángulo de las Bermudas existió alguna vez son los miembros del equipo que lo destruyeron.

## Reparto
- Eric Stoltz _____ Howard Gregory Thomas
- Sam Neill _____ Eric Benirall
- Michael E. Rodgers _____ Bruce Geller
- Bruce Davison _____ Stan Lathem
- Lou Diamond Phillips ____ Meeno Paloma
- Catherine Bell ____ Emily Myredith Patterson
- Etc.

## Recepción

### Recepción de la crítica
Esta miniserie recibió críticas positivas por parte de los críticos alabando a sus actores geniales y colorido , su trama , etc.
En Metacritic le dio una aprobación de 51% basándose a 15 reseñas que dio un resultado de "Reseñas Mixtas o Promedio". En IMDb, los 9.265 usuarios de IMDb han dado un voto medio ponderado de 6,5/10.

### Premios
The Triangle ganó el Premio Primetime Emmy a los Efectos Visuales Especiales Sobresalientes y el Premio Saturn a la Mejor Presentación de Televisión.